# 古北路
31°11′44″N 121°23′52″E / 31.195483°N 121.397804°E
古北路，以原河北省密云县古北口镇命名，是上海市的一条南北向城市干道。其原名作霍必兰路或华伦路（Warren Road），得名当时的美国驻上海总领事霍必兰·华伦，初辟设时系上海公共租界的一条越界马路，北自长宁路，南至虹桥路。经过多次延伸和改建，现今的古北路自长宁路开始，北面通过古北路苏州河桥连接大渡河路；南抵蒲汇塘，并通过虹漕路桥连接虹漕路、钦州北路。
古北路经过长宁区的天山商圈、国家级经济技术开发区虹桥开发区和新兴居民区古北新区。此外，通过南北方向的延伸工程和桥梁建设，古北路将大渡河路和漕河泾开发区连接起来，是上海市道路网中“大渡河路－古北路－钦州北路－桂林路”这一南北通道的重要组成部分。此外，该道路沿线设置了高压线走廊，下方正在建设上海轨道交通15号线。

## 越界筑路
古北路原名为，译作霍必兰路或华伦路，得名自1901年至1911年间美国驻上海总领事霍必兰·华伦。1909年，上海公共租界工部局提出在租界外越界建设该道路的计划及其支路。虽遭到上海道台拒绝，但工部局依然于1911年开始建设该道路。
1913年（民国3年）2月19日、2月22日、3月11日，北洋政府江苏交涉使陈贻范就上海公共租界工部局越界继续修筑霍必兰路一事，连续三次照会时任工部局领袖领事、比利时驻沪总领事薛福德，要求其命令停工但都无效。1913年，该道路全线筑成。当时的霍必兰路位于上海西部的农村，北到今长宁路，南到虹桥路，长2075米，宽12.2米。
1927年前后，该道路曾改称霞尔登路。1943年（民国32年）10月，随租界的取消，越界筑路路权归还中国，以欧美人名及与西方有关事物命名的越界马路路名全部改名。霍必兰路作为原先公共租界越界筑路的产物，由上海市大道政府更名为古北路。1950年代，當局在建設天山新村時順便翻修古北路。

## 续建和改建

### 古北路桥
古北路桥原为人行天桥，由原长宁渡连接苏州河对岸的大渡河路，后于2006年拆除老桥建新桥。新桥南起天山支路，北至冕宁路，2008年该桥梁建成时为苏州河上跨径最大的桥梁，设双向六条机动车道加两条非机动车道。2007年底建成通车东半侧，2009年12月5日全桥开放通车。

### 新建古北南路（虹桥路－古羊路）
1993年，古北开发区（后称古北新区）的开发商将该路延伸到徐虹支线（对应位置今为古羊路南侧），初名古北南路，后改名古北路。古北路全长增长到3022米。

### 续建古北南路（古羊路－钦州北路）
古北南路（古羊路－钦州北路）道路新建项目原本属于桂林路－钦州北路－虹漕路－古北路（沪闵路－天山路）道路改建工程的一部分，建成后，古北路将成为内、中环间一条重要的南北向交通干道。当时的上海市城乡建设和交通委员会认为，其建成后对沟通普陀区、长宁区、闵行区以及徐汇区，加强上海西站、上海南站的交通联系有重要作用。
该工程最初计划2006年底竣工，但因为绿化搬迁、搬迁费用谈判等问题，除吴中路－蒲汇塘段之外，未有建成。
上海市政协十届五次会议期间，上海市政协委员杨荣华提案建议加快建设，后被原上海市市政工程管理局列为为上海市十一五规划工程之一，计划于2008年开工建设。经虹桥镇居民的反映，闵行区和虹桥镇政府部门给出了2009年5月31日竣工的承诺。截至2011年，古北路已经贯通到蒲汇塘边。
2011年，杨荣华针对过去四年内古北南路跨蒲汇塘河桥因为闵行区、徐汇区政府部门之间的长期互相推诿扯皮导致没有任何工程进展的情况，再次提案，建议加快建设并列入考核。同年4月，古北南路（吴中路－钦州北路）道路新建项目获批了项目建议书，工程规划宽度35米，长度428米。
2013年12月29日，为缓解交通压力，徐汇区交警部门在漕河泾开发区实施一项交通管制措施，将古北路对接的虹漕路改为南向北单行，阻止北向南车辆直接进入虹漕路，车辆需要绕行钦州北路。而古北路蒲汇塘桥于2014年开通。

### 古北路（天山路－仙霞路）道路改建工程
为改善交通、缓解交通拥堵，长宁区交通部门拟在古北路（天山路－仙霞路段）进行了道路拓宽工程，由现状道路扩建为宽32米的道路，总投资预算7.5498亿元，并于2016年11月获得长宁区发展和改革委员会批复。但该工程直到2017年8月才获得建设项目用地预审批文。

## 相交道路
古北路跨苏州河桥段
- 大渡河路、光复西路

越界筑路段
- 长宁路
- 天山支路、玉屏南路
- 天山路
- 茅台路
- 紫云西路
- 仙霞路
- 虹古路
- 兴义路
- 延安西路、虹桥路

古北新区段
- 工农路[註 4][22]
- 红宝石路
- 荣华东道（北）
- 黄金城道
- 荣华东道（南）
- 蓝宝石路
- 古羊路

闵行区续建段
- 红松东路
- 吴中路
- 钦州北路、虹漕路